# So So Def Recordings
So So Def Recordings est un label discographique de hip-hop et RnB américain, basé à Atlanta, en Géorgie. Il est fondé et présidé depuis 1993 par le producteur Jermaine Dupri. Les premiers artistes signés au label sont les deux frères du groupe Kris Kross. Depuis, de nombreux artistes comme Xscape, Da Brat, Jagged Edge, Bow Wow ou encore Dem Franchize Boyz y sont signés. 
Depuis 2010, le label est distribué par Malaco Records, un éditeur indépendant. Auparavant, le label était signé sur Island Def Jam. Il est aussi passé par Virgin Records, Columbia Records et Arista/BMG Records.

## Histoire

### Débuts (1993–1995)
En 1993, alors qu'il n'est qu'un jeune producteur inconnu du grand public, Jermaine Dupri monte sa propre structure, So So Def Recordings Inc., grâce au succès phénoménal des Kris Kross et leur tube Jump. Ceci lui permettrait de contrôler et de gérer son « business » comme il l'entend. Grâce à Michael Mauldin, son père, qui à l'époque travaille chez Sony Music, il se fera distribuer ses nouvelles signatures via Columbia Records.
Sa première signature est le quatuor féminin Xscape originaire d'Atlanta comme lui. Il prend comme manager et directeur artistique un certain Jonathan Smith plus connu sous le nom de Lil Jon pour encadrer les jeunes filles. Le premier album du groupe, intitulé Hummin' Comin' at 'Cha, publié le 2 octobre 1993 au label, est un bon début pour le label mais c'est avec la signature en 1994 d'une jeune rappeuse originaire de Chicago appelée Da Brat, que Dupri et So So Def se popularisent vraiment. Avec son premier album, Funkdafied, Da Brat décroche un record, celui du premier album d'une rappeuse à atteindre la barre du million d'album vendus. C'est le succès pour So So Def qui est par la même occasion installé[Où ?][réf. nécessaire] dans les labels montants « à suivre de très près », tout comme le Bad Boy Records de Puff Daddy et le Death Row de Suge Knight et Dr. Dre. À cette époque-là, les productions de Dupri sont très demandées, et le groupe Xscape enchaîne avec son second album Off the Hook, qui atteint le disque de platine et offre un second succès de rang à So So Def.

### Consécration (1996–2000)
C'est avec un nouveau statut que Dupri aborde l'année 1996 : celui de faiseur de tubes pour les plus grandes stars hip-hop (The Notorious B.I.G., MC Lyte), RnB (TLC, Aaliyah) et même pop (Mariah Carey). En parallèle de nouveaux projets musicaux naissent comme les compilations So So Def Bass Allstars orchestrées par Lil Jon dont le but est de faire sortir de l'ombre des artistes de la nouvelle scène sudiste. Xscape et Da Brat multiplient les collaborations et les Kris Kross enregistrent leur troisième album en 4 ans. Le label est désormais reconnu au niveau national. Dupri cherche à signer de nouveaux talents pour continuer à exister. Il auditionne et pré-signe Alicia Keys, mais celle-ci attend quatre ans plus tard avant de sortir un album et de finalement signer chez J Records de Clive Davis.
En 1997, le label signe un jeune rappeur nommé R.O.C. et le groupe Jagged Edge. Avec l'aide des jumeaux Brian et Brandon Casey qui forment la moitié du quartet, Dupri écrit et compose le second album d'un jeune chanteur prometteur du nom d'Usher. Encore un gros succès pour le label puisque Dupri en est le producteur exécutif et le producteur principal de l'album My Way qui se vend à 1,32 million d'exemplaires les 18 semaines après publication. Suit juste après le premier album de Jagged Edge qui finit à son tour disque de platine, et enfonce le clou avec son premier album solo, Life In 1472, The Soundtrack, en 1998. Le label enregistre la venue d'un adolescent appelé Lil Bow Wow et mis sur le devant de la scène grâce à la bande originale du film Big Mama. Cette période faste du label se termine avec quatre albums (pour Xscape, Jagged Edge, Da Brat et Bow Wow) sortis en pratiquement un an, tous au moins disques de platine[réf. nécessaire].

### Période de transition (2001–2003)
À partir des années 2000, So So Def devient un label de référence en matière de hip-hop et RnB-soul ; il commence à s'orienter pop avec des productions de Jermaine Dupri pour Chanté Moore, Jessica Simpson, les Destiny's Child et tombe peu à peu dans la facilité. En 2001, So So Def signe un nouveau contrat avec Columbia Records. Le girl group Xscape se sépare, et Da Brat se fait plus discrète. Seul Jagged Edge et le jeune Lil Bow Wow continuent de faire du chiffre tandis que le rappeur R.O.C. ne sort toujours pas son premier album. Le second projet solo de Dupri n'a pas le même succès que le premier, malgré une pléiade de collaborations prestigieuses et du premier single Welcome to Atlanta qui tourne bien en radio. C'est la fin d'une époque et Jermaine doit restructurer son entreprise.

### Reconstruction (2003–2005)
Le contrat de dix ans signé entre So So Def et Columbia Records arrive à échéance. Devant les incertitudes quant à l’attitude de Sony envers le nouveau projet proposé par Dupri, l'écurie décide de changer de major et un contrat est donc signé avec BMG via Arista en 2003. Dupri redevient incontournable et ses productions sont à nouveau redemandées par la crème du hip-hop et du RnB. Il remet sur le devant de la scène Usher avec trois tubes pour son album Confessions et lance la carrière de J-Kwon, un jeune rappeur de Saint-Louis. Le retour au premier plan est réussi pour Dupri et So So Def. En 2004, Dupri est nommé par le magazine Billboard, sixième producteur de l'année.
Tandis que Da Brat reste fidèle à So So Def, les Jagged Edge décident d'honorer leur contrat avec Sony jusqu'au bout. C'est une grosse perte pour le label car jusqu'à maintenant ils avaient toujours fait disque de platine. Jermaine est critiqué[Par qui ?] pour son manque d'artistes underground[réf. nécessaire]. Il se sépare donc de Bow Wow, sa plus grosse réussite commerciale à ce jour et engage des artistes plus « lourds » comme les YoungBloodZ, l'énorme Bone Crusher et le gangsta Daz Dillinger. Il veut repartir à l'assaut des charts tout en restant crédible face au public underground. Cela fonctionne bien avec YoungBloodZ et même très bien avec Bone Crusher qui est à l'origine, entre autres, de la vague crunk qui envahit le rap sudiste du milieu des années 2000. Anthony Hamilton complète la nouvelle équipe So So Def en ajoutant sa touche soul et mielleuse.

### Marque référence (depuis 2006)
Après la fusion de Sony Music et de BMG, le label change à nouveau de major et se retrouve cette fois chez Virgin Records.
Les artistes qui sont toujours sous contrat avec BMG comme Bone Crusher, YoungBloodZ et J-Kwon ne suivent donc pas Dupri chez Virgin. Cela dit, Anthony Hamilton et les 3LW restent sous contrôle de So So Def malgré leur contrat avec BMG tandis que Daz Dillinger et Da Brat migrent à leur tour chez Virgin.
La nouvelle équipe est désormais constituée  de JD, Da Brat, Daz, Young Capone, SunN.Y., Johntà Austin, T. Waters et les Dem Franchize Boyz. En 2006, alors que l'album de Janet Jackson entièrement produit par Jermaine Dupri et son équipe de production échoue au niveau des ventes, Dupri démissionne de son poste, et trouve refuge auprès de L.A. Reid, directeur d'Island Def Jam Music Group, en 2007. Il déplace à nouveau So So Def, et embarque avec lui Johnt à Austin et Young Capone, mais est obligé de se séparer des Dem Franchize Boyz et de Daz Dillinger. Il est à nouveau nommé directeur de la branche urbaine de Island Records et reconstruit à nouveau son label. Il fait résigner les Jagged Edge qui ont fini leur contrat avec Columbia. 
Dupri gère désormais So So Def comme une véritable entreprise et lance sans arrêt de nouveaux artistes à l'instar de Rocko, Dondria Nicole et Brandon Hines. En 2010, Dupri emprunte 4,8 millions à la SunTrust Bank ; il ne leur restituera que la moitié. SunTrust décide alors de poursuivre Dupri en justice qui, faute de remboursement, prend le risque de perdre ses droits sur So So Def Recordings,.

## Artistes

### Artistes actuels
- Nadhem Omheni
- Da Brat
- Anthony Hamilton (RCA/ So So Def)
- Johntà Austin
- Dondria Nicole (Malaco Records)
- Brandon Hines (Epic Records)
- Leah LaBelle (Epic Records)
- Ying Yang Twins (Epic Records)
- Fresco Kane (Epic Records)
- Brandon Santell

### Anciens artistes
- Kris Kross (1992-1996)
- Xscape (1993-2000)
- Lil' Jon (1993- 2000)
- Whodini (1996)
- INOJ (1996-1999)
- Harlem World (1998-1999)
- Bow Wow (1999-2002)
- R.O.C. (1997-2002)
- Tigah (2000-2002)
- Fundisha (2001-2002)
- Jagged Edge (1997-2002) puis (2007-2008)
- Bone Crusher (2003-2005)
- YoungBloodZ (2003-2005)
- Jarvis (2004-2005)
- J-Kwon (2004-2005)
- Daz Dillinger (2003-2006)
- SunN.Y. (2005-2006)
- T. Waters (2005-2006)
- Young Capone (2005-2007)
- 3LW (2004-2006)
- The Kid Slim (2002-2006)
- Dem Franchize Boyz (2005-2007)
- Jason Fox (2007-2008)
- Hot Dollar (2007-2009)
- 9th Ward (2007-2009)
- Rocko (2007-2009)
- Git Fresh (2008-2010)
- DJ Felli Fel (2007-2010)

## Discographie
- 1992 : Totally Krossed Out par Kris Kross
- 1993 : Hummin' Comin' at 'Cha par Xscape
- 1993 : Da Bomb par Kris Kross
- 1994 : Funkdafied par Da Brat
- 1995 : Off the Hook par Xscape
- 1996 : Young, Rich & Dangerous par Kris Kross
- 1996 : Six par Whodini
- 1996 : Anuthatantrum par Da Brat
- 1997 : A Jagged Era par Jagged Edge
- 1998 : Life In 1472, The Soundtrack par Jermaine Dupri
- 1998 : Traces of My Lipstick par Xscape
- 2000 : J.E. Heartbreak par Jagged Edge
- 2000 : Unrestricted par Da Brat
- 2000 : Beware of Dog par Lil' Bow Wow
- 2001 : Jagged Little Thrill par Jagged Edge
- 2001 : Instructions par Jermaine Dupri
- 2002 : Doggy Bag par Lil' Bow Wow
- 2002 : Limelite, Luv & Niteclubz par Da Brat
- 2002 : Comin' From Where I'm From par Anthony Hamilton
- 2002 : Drankin' Patnaz par YoungBloodZ
- 2003 : AttenCHUN! par Bone Crusher
- 2004 : Hood Hop par J-Kwon
- 2005 : Ain't Nobody Worryin' par Anthony Hamilton
- 2005 : Young, Fly & Flashy Vol.1 par Jermaine Dupri
- 2006 : On Top of Our Game par Dem Franchize Boyz
- 2007 : So So Gangsta par Daz Dillinger
- 2007 : Baby Makin' Project par Jagged Edge
- 2008 : Self Made par Rocko
- 2008 : The Point of It All par Anthony Hamilton
- 2010 : Dondria vs. Phatfffat (en) par Dondria Nicole